# Фазовий портрет

Фазовий портрет математичного маятника. Верхня крива — залежність кута від часу в коливальному режимі

Фазовий портрет — зображення траєкторій динамічної системи у фазовому просторі.
Кожен стан системи відповідає певній точці на фазовому портреті. Фазові портрети служать для наочного відображення особливостей еволюції динамічної системи: стаціонарних точок, циклів, басейнів притягання.
Для двовимірної системи фазовий портрет повністю відображає типи траєкторій, які можуть реалізуватися. Для системи більшої вимірності будуються проєкції фазових траєкторій на вибрану площину фазового простору.

## Приклади
На малюнку праворуч показаний фазовий портрет математичного маятника, тобто залежність кутової швидкості від кута повороту. На фазовому портреті можна помітити різні типи траєкторій:
- Непорушна центральна точка в колах відповідає стану спокою (точка рівноваги)
- Точки перехрещення відповідають положенню нестійкої рівноваги (маятник стоїть вертикально).
- Концентричні лінії навколо точок рівноваги (цикли) відповідають коливанням. При коливаннях кутова швидкість змінює знак, а кут змінюється в певних межах.
- Обертання відображене верхніми й нижніми хвилястими лініями. При обертанні кутова швидкість змінюється мало, а кут росте або зменшується необмежено.